# Barbana
Barbana – wieś w Słowenii, w gminie Brda. W 2018 roku liczyła 53 mieszkańców.